# Ralph Vaughan Williams
Ralph Vaughan Williams (IPA: ˌreɪf ˌvɔːn ˈwɪliəmz; Down Ampney, 12 ottobre 1872 – Londra, 26 agosto 1958) è stato un compositore britannico, autore di sinfonie, musica da camera, opere liriche, musica corale e colonne sonore.
È conosciuto inoltre per aver pubblicato l'English Hymnal, una raccolta di arrangiamenti in chiave innodica di molte canzoni popolari britanniche.
Il suo lavoro di catalogazione della musica popolare del suo paese ha influenzato anche buona parte della sua produzione artistica.

## Biografia

### Primi anni
Ralph Vaughan Williams nacque a Down Ampney (Gloucestershire) il 12 ottobre 1872. Suo padre, il reverendo Arthur Vaughan Williams (il doppio cognome Vaughan Williams, di origine gallese, è scritto senza trattino), era vicario della città. In seguito alla morte di quest'ultimo, avvenuta nel 1875, il piccolo Ralph venne accudito da sua madre, Margaret Susan Wedgwood (1843–1937), bisnipote del vasaio Josiah Wedgwood. Si trasferirono a Leith Hill Place, una casa di proprietà dei Wedgwood sulle Surrey Hills. Il compositore era anche imparentato con i Darwin (Charles Darwin era suo prozio). Nonostante fosse nato in una famiglia borghese, Vaughan Williams non diede mai la sua ricchezza per scontata, e lavorò tutta la vita per le idee democratiche e egualitarie nelle quali credeva.

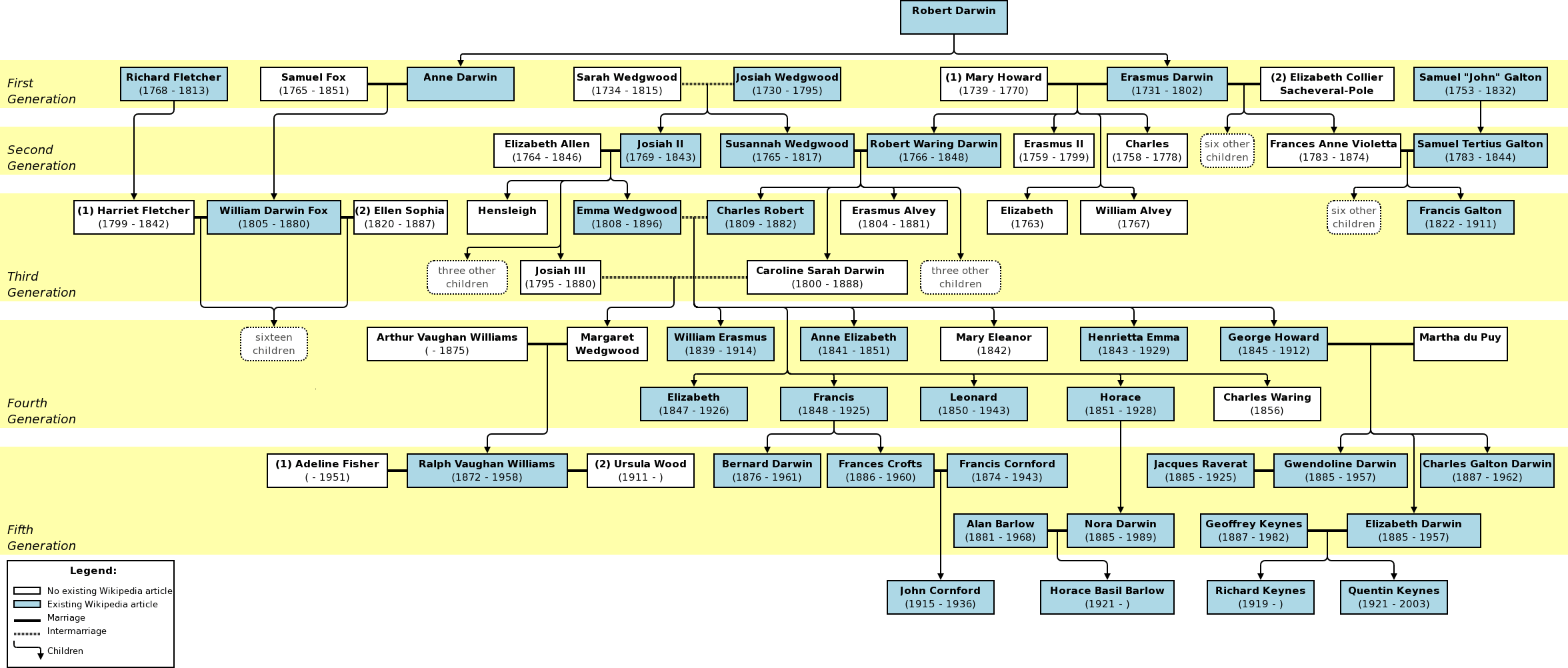
L'Albero genealogico della famiglia Darwin-Wedgwood-Galton, che illustra il rapporto di parentela intercorrente tra Vaughan Williams, Charles Darwin e Josiah Wedgwood

In periodo scolastico studiò pianoforte, ma non ebbe molto successo con questo strumento. Il compositore affermò che il violino fu la sua salvezza musicale.
Dopo aver frequentato la Charterhouse School, iniziò a studiare presso il Royal College of Music (RCM) sotto Charles Villiers Stanford. Si spostò, per assistere alle lezioni di storia e musica, al Trinity College dell'Università di Cambridge, dove tra i suoi amici e coetanei si annoverano i filosofi G. E. Moore e Bertrand Russell.

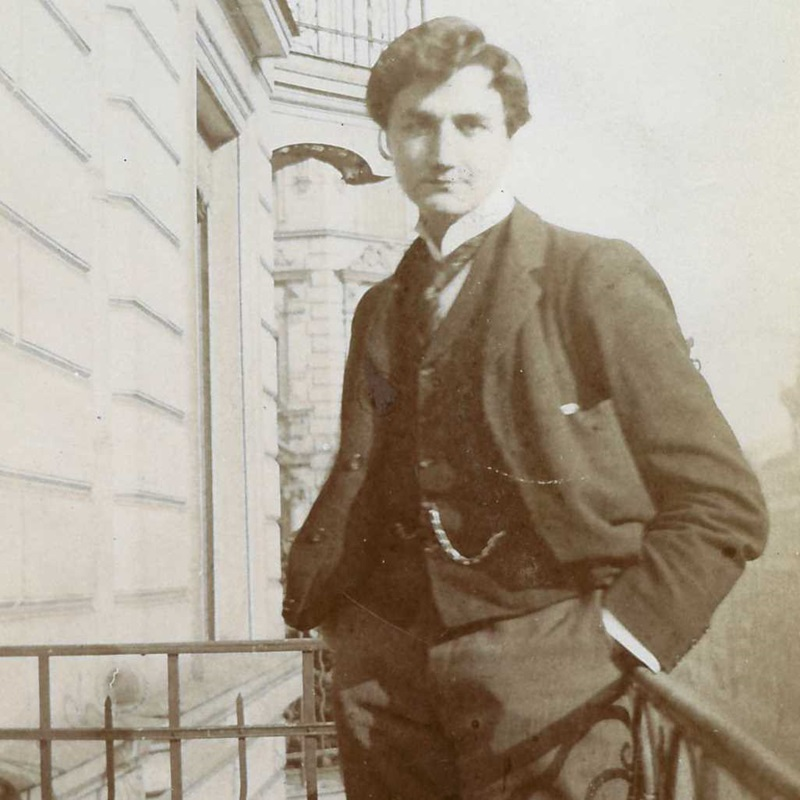
Ralph Vaughan Williams, 1898

Ritornò in seguito al Royal College of Music e studiò composizione con Hubert Parry. Tra i due si stabilì un legame di amicizia. Tra i compagni di classe di Vaughan Williams vi era anche Leopold Stokowski (nel 1896 i due studiarono insieme organo con Sir Walter Parratt). Stokowski, in seguito, diresse sei delle sinfonie di Vaughan Williams per il pubblico americano e incise per la prima volta la Sesta sinfonia (nel 1949 con la New York Philharmonic. Diresse, inoltre, la prima della Nona sinfonia alla Carnegie Hall nel 1958.
Al Royal College of Music strinse un'altra amicizia, che sarebbe stata cruciale per il suo sviluppo in qualità di compositore: quella con Gustav Holst, compagno di scuola conosciuto nel 1895. Da quel momento in poi essi spesero molto tempo a leggere e ad apportare critiche costruttive alle rispettive composizioni in corso d'opera.
Vaughan Williams componeva lentamente e la prima pubblicazione di un suo brano (la canzone Linden Lea) avvenne quando il compositore aveva trent'anni di età. All'attività compositiva affiancò quella di direttore d'orchestra, docente ed editore di musica di altri autori (si ricorda il lavoro svolto sulla musica di Henry Purcell e la stesura dell'English Hymnal). Aveva già preso lezioni da Max Bruch a Berlino (nel 1897) e negli anni 1907-1908 studiò a Parigi con Maurice Ravel, compiendo grandi passi avanti nel suo stile orchestrale.
Nel 1904, Vaughan Williams scoprì le carole e le canzoni popolari inglesi, che si stavano rapidamente estinguendo a causa dell'aumento dell'alfabetizzazione (e dell'arrivo della musica stampata) nelle aree rurali. Viaggiò attraverso il paese e trascrisse personalmente molte melodie. In seguito incorporò alcune di esse nella sua musica, dopo essere rimasto affascinato dalla loro bellezza e dal ruolo che ricoprivano nella vita della gente comune. Il suo lavoro contribuì parecchio all'aumento dell'interesse nei confronti del repertorio folkloristico inglese. In età avanzata divenne presidente della English Folk Dance and Song Society (EFDSS), la quale, in segno di riconoscenza nei confronti del suo operato in questo campo, gli intitolò la Vaughan Williams Memorial Library. In questo periodo strinse i suoi legami con importanti scrittori interessati alla musica popolare (si ricorda il reverendo George B. Chambers).
Nel 1905, Vaughan Williams diresse il primo concerto al Leith Hill Music Festival a Dorking. Partecipò al festival in qualità di direttore d'orchestra fino al 1953, quando cedette la bacchetta al suo successore William Cole.
Nel 1909 compose la musica di scena per Le vespe di Aristofane, commedia interpretata all'università di Cambridge nell'ambito del Cambridge Greek Play. L'anno seguente riscosse il suo primo grande successo dirigendo la prima della Fantasia su un tema di Thomas Tallis (al Three Choirs Festival nella Cattedrale di Gloucester) e la sua sinfonia corale A Sea Symphony (la No. 1). La sua fama crebbe ulteriormente con A London Symphony (Sinfonia No. 2) nel 1914, diretta da Geoffrey Toye.

### Ultime opere

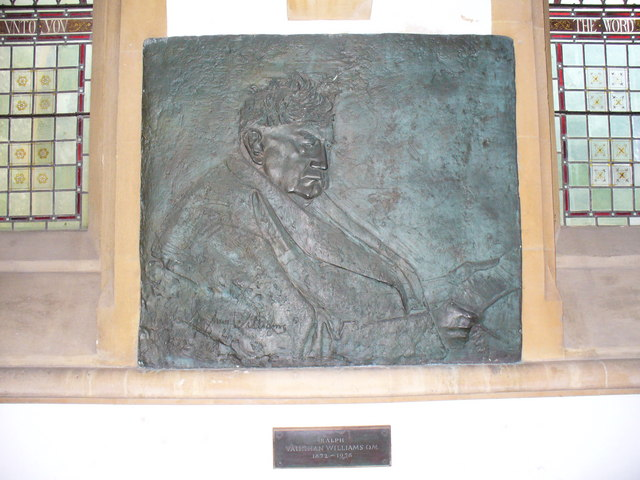
Placca dedicata a Vaughan Williams all’interno della chiesa parrocchiale di Dorking. Egli fondò il Leith Hill Music Festival nel 1905 e continuò a collaborarvi per tutta la vita.

Prima della sua morte (1958), completò altre tre sinfonie. La settima, chiamata Sinfonia Antartica, (basata sulla sua colonna sonora del film Scott of the Antarctic del 1948), manifesta il suo continuo interesse per la sperimentazione sonora e strumentale. L'ottava sinfonia, la cui prima avvenne nel 1956, è seguita dalla nona sinfonia in mi minore (1956-1957), lavoro di maggiori dimensioni. Quest'ultima composizione ebbe all'inizio (debuttò nel maggio del 1958, solo tre mesi prima che il compositore morisse) un'accoglienza timida. Ma il suo clima tenebroso ed enigmatico venne in seguito considerato come una soddisfacente conclusione del suo ciclo sinfonico.
Terminò anche una serie di lavori corali e strumentali, tra cui il Tuba Concerto, An Oxford Elegy su testi di Matthew Arnold e la cantata natalizia Hodie. Arrangiò anche il The Old One Hundredth Psalm Tune per l'Incoronazione della Regina Elisabetta II.
Alla sua morte lasciò incompiuti un concerto per violoncello, l'opera Thomas the Rhymere la musica per un dramma natalizio (The First Nowell), che venne completata dal suo collaboratore Roy Douglas (nato nel 1907).
Nonostante il suo sostanziale e innegabile coinvolgimento nella musica da chiesa, e nonostante i messaggi religiosi contenuti in alcuni suoi lavori, venne descritto dalla sua seconda moglie come "un ateo… [che] passò a manifestare, in seguito, uno spensierato agnosticismo. "
Degno di nota fu il suo cambiamento, nell'opera The Pilgrim's Progress, del nome dell'eroe (dal Christian di John Bunyan a Pilgrim). Inoltre, musicò l'inno di Bunyan Who would true valour see usando come melodia "Monk's Gate", canzone popolare della regione del Sussex.
Per molti cristiani inglesi praticanti, la più familiare tra le sue composizioni potrebbe essere Sine nomine, “ hymn tune” scritto per essere adattato al testo di "For All the Saints" (scritto dal vescovo William Walsham How).
Il brano, composto per musicare il Discendi, Amor santo di Bianco da Siena (1350 circa-1399) è intitolato "Down Ampney", in onore del suo luogo di nascita.
Ebbe anche l'incarico di tutor al Birkbeck College.
Negli anni cinquanta, il compositore supervisionò le registrazioni di tutte le sue sinfonie (tranne la nona) dirette da Sir Adrian Boult con la London Philharmonic Orchestra ( Decca). Alla fine delle sessioni di registrazione della sesta, Vaughan Williams tenne un breve discorso, ringraziando Boult e gli orchestrali "con tutto il cuore" per la loro performance. Questo discorso venne incluso dalla Decca nell'LP.
Stava per occuparsi della prima incisione della nona sinfonia (per la Everest Records), sempre con Boult; ma la sua morte (avvenuta il 26 agosto 1958, la notte prima che iniziassero le sessioni) impose al direttore di annunciare ai musicisti che la loro esecuzione sarebbe stata un tributo postumo alla figura del compositore.
Tutte queste registrazioni, inclusi gli interventi del compositore e di Boult sono state ripubblicate dalla Decca su CD.
Vaughan Williams è una figura prominente nella musica britannica, a causa dell'amiciza che strinse con molti compositori e direttori d'orchestra più giovani, ma anche per merito della sua lunga carriera come insegnante e docente universitario.
I suoi scritti sulla musica rimangono tutt'oggi dei documenti stimolanti, in particolare il suo reiterato appello perché ogni persona sappia comporre la "propria" musica, indipendentemente dal livello qualitativo e dalla complessità.
Vaughan Williams è sepolto nell'Abbazia di Westminster.

### Matrimoni

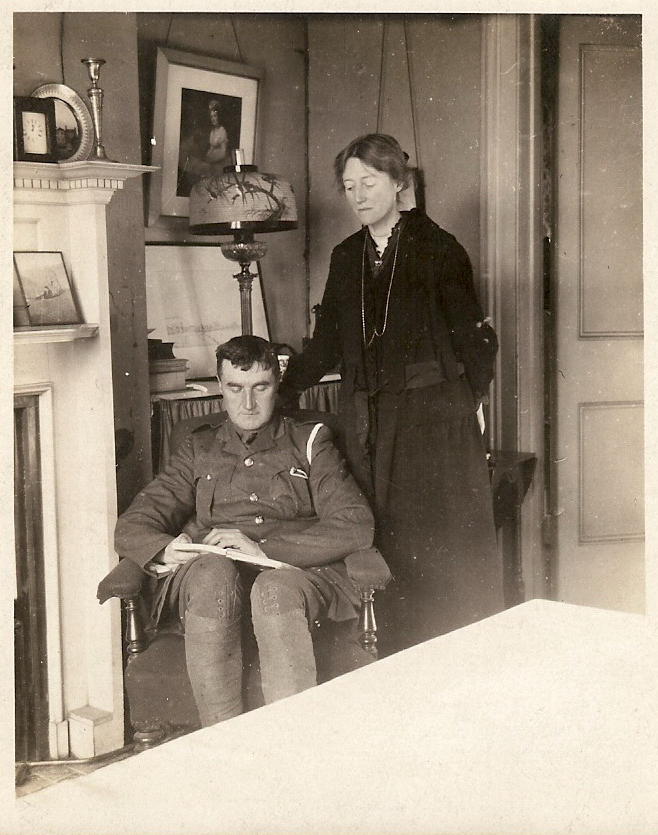
Ralph Vaughan Williams 1917 con Adeline

Si sposò due volte. Sua prima moglie fu Adeline Fisher (figlia dello storico Herbert William Fisher), sposata nel 1896. Adeline era cugina di Ruth Fisher de Ropp, che era madre di Robert S de Ropp. Il padre di Robert, un nobile europeo che aveva perso le proprie ricchezze, non era in grado di finanziare gli studi universitari del figlio. Pertanto Ralph e Adeline Vaughan Williams dovettero farsi carico della spesa: Robert studiò biologia al Royal College of Science, dove ottenne il PhD. Ebbe in seguito successo come ricercatore e scrisse anche dei libri sul potenziale umano, tuttora conosciuti e apprezzati. Adeline Fisher Vaughan Williams morì nel 1951, dopo molti anni di sofferenze legate ad un'artrite paralizzante.
Vaughan Williams ebbe una relazione con Ursula Wood (poetessa già sposata, che aveva trentanove anni meno del musicista), a partire dal 1938. Dopo la morte del primo marito (avvenuta nel 1942), Ursula divenne assistente personale e consigliera letteraria di Ralph. Si trasferì nella casa del compositore (nel Surrey). Il rapporto con Adeline, che sembrò accettare la relazione tra i due non fu burrascoso. Da quando si ammalò fino alla morte (nel 1951), la Wood si prese addirittura cura di lei. La Wood scrisse il libretto per il lavoro corale The Sons of Light, e contribuì alla stesura di quelli de The Pilgrim's Progress e Hodie. Ursula e Ralph Vaughan Williams si sposarono nel 1953 e si trasferirono a Londra. Rimasero nel loro appartamento a Hanover Terrace nº10 fino alla morte di Ralph (1958). Nel 1964 la Wood pubblicò RVW: A Biography of Ralph Vaughan Williams. Ricoprì la carica di presidentessa onoraria della Ralph Vaughan Williams Society fino al 2007, quando morì.

## Stile
La musica di Vaughan Williams è stata spesso descritta come tipicamente inglese, come quella di Gustav Holst, Frederick Delius, George Butterworth e William Walton. Nel libro Albion: The Origins of the English Imagination, Peter Ackroyd scrive:
Se questa musica dal forte spirito inglese potesse essere riassunta a parole, esse sarebbero probabilmente: all'apparenza familiare e banale, ma in realtà profonda e mistica, così come lirica, melodica, malinconica, nostalgica eppure senza tempo. 
Ackroyd afferma che il critico musicale John Alexander Fuller Maitland, distintosi per aver contribuito alla seconda edizione del Grove Dictionary of Music and Musicians negli anni precedenti al 1911, abbia osservato che, nello stile di Vaughan Williams:
non si è mai del tutto sicuri che si stia ascoltando un qualcosa di molto vecchio oppure un qualcosa di molto moderno.  
Il suo stile esprime un grande apprezzamento e interesse nei confronti delle melodie popolari. Con le variazioni su questi tunes Vaughan Williams conduce l'ascoltatore dalla dimensione terrena (a cui il compositore tendeva a mantenersi legato nella sua vita quotidiana) a quella eterea e ultraterrena. Allo stesso tempo la sua musica evidenzia, in maniera molto velata e sottile, il sentimento patriottico nei confronti dell natia Inghilterra, generato dal gusto per paesaggi arcaici e per l'intensa risposta emotiva che essi evocano nell'animo degli osservatori. I suoi primi lavori mostrano talvolta l'influenza di Ravel, suo maestro per tre mesi a Parigi (nel 1908). Ravel descrisse Vaughan Williams come l'unico dei suoi alunni che non componesse musica uguale a quella del maestro.

## Composizioni
Ecco di seguito un catalogo delle opere:

### Opere liriche
- Hugh the Drover or Love in the Stocks (1910–20). Ballad opera romantica. Libretto: Harold Child
- Sir John in Love (1924–28), dal quale deriva un arrangiamento della Fantasia on "Greensleeves" di Ralph Greaves
- The Poisoned Kiss (1927–29); rivisto nel 1936–37 e nel 1956–57). Libretto: Evelyn Sharp (in seguito modificato da Ursula Vaughan Williams)
- Riders to the Sea (1925–32), dall'omonimo dramma di John Millington Synge
- The Pilgrim's Progress (1909–51), basata sull'allegoria di John Bunyan
  - The Shepherds of the Delectable Mountains (1921). Libretto: Ralph Vaughan Williams (da John Bunyan) (In seguito incorporata, tranne la sezione finale, inThe Pilgrim's Progress)

### Musica di scena
- The Wasps (1909; per Le vespe di Aristofane; più conosciuta per la suite orchestrale che ne è stata tratta)
- The Bacchae (1911; per Le Baccanti di Euripide)
- The Death of Tintagiles (1913; per il dramma omonimo di Maurice Maeterlinck del 1894)[20]

### Balletti
- Old King Cole (1923)
- On Christmas Night (1926)
- Job: A Masque for Dancing (1930, Norfolk & Norwich Festival)
- The Running Set (1933)
- The Bridal Day (1938–39)

### Lavori orchestrali
- Sinfonie
  - A Sea Symphony (sinfonia no. 1), una sinfonia corale su testi di Whitman (1903–1909)
  - A London Symphony (sinfonia no. 2) (1913)
  - A Pastoral Symphony (sinfonia no. 3) (1921)
  - Sinfonia n. 4 in fa minore (1931–34)
  - Sinfonia n. 5 in re maggiore (1938–43)
  - Sinfonia n. 6 in mi minore (1944–47, rivista nel 1950)
  - Sinfonia antartica (Sinfonia no. 7) (1949–52) (parzialmente basata sulla musica da lui composta per il film La tragedia del capitano Scott)
  - Sinfonia n. 8 in re minore (1953–55)
  - Sinfonia n. 9 in mi minore(1956–57)
- Heroic Elegy and Triumphal Epilogue (1900)
- In the Fen Country, per orchestra (1909) nella Queen's Hall di Londra diretta da Thomas Beecham
- Norfolk Rhapsody No. 1 (1906, rev. 1914))[21]
- The Wasps, suite (1909; vedi musica di scena sopra)
- Fantasia su un tema di Thomas Tallis (1910, rivista nel 1913 e nel 1919)
- March: Sea Songs (1923), arrangiata per orchestra nel 1924 dal compositore stesso
- Prelude and Fugue in C minor (1930)
- The Running Set (1933)
- Fantasia on "Greensleeves" (1934)[22]
- Two Hymn Tune Preludes (1936)
- Partita for Strings (1938)
- Five Variants of Dives and Lazarus (1939)
- Household Music (1940)
- Concerto Grosso, per tre sezioni di archi richiedenti diversi livelli di preparazione tecnica (1950)
- Prelude on an Old Carol Tune (1952)
- Flourish for Glorious John (1957)

### Concerti
- Violino
  - The Lark Ascending per violino o orchestra (1914)
  - Concerto Accademico per violino and orchestra (1924–25)
- viola
  - Flos Campi per viola, coro senza parole e piccola orchestra (1925)
  - Suite per viola e piccola orchestra (1934)
  - Romanza per viola e piano (1925–1934 circa)
- Pianoforte
  - Concerto per pianoforte in do maggiore (1926–31)
  - Concerto per due pianoforti e orchestra (1946; rielaborazione del precedente concerto per pianoforte)
- Concerto per oboe in la minore, per oboe e archi (1944)
- Fantasia (quasi variazione) on the Old 104th Psalm Tune per pianoforte, coro e orchestra (1949)
- Romanza in re maggiore per armonica e orchestra (1951) (scritta per Larry Adler)
- Concerto per tuba in fa minore (1954)

### Lavori corali
- The Garden of Proserpine, cantata per soprano, coro e orchestra, adattamento di Algernon Swinburne (1899)[23]
- A Cambridge Mass, Missa brevis per coro SATB, doppio coro e orchestra (1899); Esercizio per il dottorato, eseguito per la prima volta il 3 marzo 2011.[24][25][26][27]
- Toward the Unknown Region, canzone per coro e orchestra, da Walt Whitman (1906)
- Five Mystical Songs per baritono, coro e orchestra, da George Herbert (1911)
- Fantasia on Christmas Carols per baritono, coro e orchestra (1912); arrangiato anche per orchestra ridotta e organo, archi e percussioni)
- Messa in sol minore per coro a cappella (1922)
- Sancta Civitas (The Holy City) oratorio, con testo tratto principalmente dal Libro della Rivelazione (1923–25)
- Te Deum in sol maggiore (1928)
- Benedicite per soprano, coro e orchestra (1929)
- In Windsor Forest, adattato dall'opera Sir John in Love (1929)
- Three Choral Hymns (1929)
- Magnificat per contralto, coro femminile, e orchestra (1932)
- Five Tudor Portraits per contralto, baritono, coro e orchestra (1935)
- Dona nobis pacem, testo di Walt Whitman e altri (1936)
- Festival Te Deum per coro e orchestra (o organo, in alternativa a quest'ultima) (1937)
- Serenade to Music per sedici solisti e orchestra, da Il mercante di Venezia di William Shakespeare, dedicata a Sir Henry Joseph Wood e scritta in occasione del suo giublieo (1938)
- Six Choral Songs To Be Sung In Time Of War (1940)
- A Song of Thanksgiving (in origine Thanksgiving for Victory) per narratore, soprano solo, coro di voci bianche, coro misto, e orchestra (1944)
- An Oxford Elegy per narratore, coro misto e piccola orchestra (1949)
- Three Shakespeare Songs per coro SATB a cappella, composto per il The British Federation of Music Festivals National Competitive Festival (1951)
- O Taste and See, una versione in chiave mottettistica del salmo 34:8. La versione originale (per coro SATB) venne composta per l'incoronazione di Elisabetta II, nel 1953
- Hodie, Cantata natalizia (1954)
- Folk songs of the Four Seasons Cantata per voci femminili accompagnate da pianoforte o orchestra (1950).
- Epithalamion per baritono solo, coro, flauto, piano e archi (1957)
- A Choral Flourish per coro SATB a cappella, composto per un grande evento corale tenutosi nella Royal Albert Hall in onore di Alan Kirby (c. 1952)
- O How Amiable (1934), Arrangiamento di un inno per coro e organo, in origine scritto per l'Abinger Pageant

### Arrangiamenti di inni cristiani
Vaughan Williams fu il curatore musicale dell'English Hymnal (1906), e il coeditore (assieme a Martin Shaw) delle Songs of Praise (1925) e dell'Oxford Book of Carols (1928). Queste ultime due raccolte furono stampate con la collaborazione di Percy Dearmer.
- A Hymn of Glory Let Us Sing[29]
- All Creatures of Our God and King[29]
- Alleluia, Sing to Jesus[29]
- Amid the Thronging Worshippers[29]
- At the Name of Jesus[29]
- "Come Down, O Love Divine"[29] testo dell'inno di Bianco da Siena ("Discendi, Amor santo" del 1434). Il brano è intitolato "Down Ampney", in onore del luogo di nascita di Vaughan Williams
- Come, Let Us with Our Lord Arise[29] inno pasquale
- Come Thou Long Expected Jesus[29] carola per il periodo dell'Avvento
- For All the Saints armonizzato da "Sine Nomine"
- God Be With You Till We Meet Again[29]
- I Love You Lord, My Strength, My Rock[29]
- I Sing the Mighty Power of God[29]
- Jesus, Lord, Redeemer[29]
- "Let All Mortal Flesh Keep Silence", testo dall'inno cherubinico della Liturgia di San Giacomo, armonizzato sulla melodia della canzone popolare francese Jésus-Christ s'habille en pauvre, conosciuta nei paesi anglosassoni come Picardy (1906)
- Make Room Within My Heart, O God[29]
- My God, My God, O Why Have You Forsaken Me? un lamento per i servizi del Venerdì Santo, durante il Tempo di Passione
- O Come to Me, the Master Said[29]
- "O Little Town of Bethlehem" celebre canto natalizio con testo dell'americano Phillips Brooks e musica dal tune inglese "Forest Green"
- O Sing a Song of Bethlehem[29]
- On Christmas Night All Christians Sing[29]
- When the Church of Jesus[29]

### Musica Vocale
- "Linden Lea", canzone (1901)
- The House of Life, sei sonetti di Dante Gabriel Rossetti, messi in musica nel 1904
- Songs of Travel (1904)
- "The Sky Above The Roof" (1908)
- On Wenlock Edge, ciclo di canzoni per tenore, pianoforte e quartetto d'archi (1909)
- Along the Field, for tenor and violin
- Three Poems by Walt Whitman per baritono e pianoforte (1920)
- Four Poems by Fredegond Shove: per baritono e pianoforte (1922)
- Four Hymns: per tenore, viola in obbligato e pianoforte (1914)
- Merciless Beauty per tenore, due violini e violoncello
- Four Last Songs da lavori poetici di Ursula Vaughan Williams
- Ten Blake songs, ciclo di canzoni per voce acuta e oboe (1957)

### Musica da camera e strumentale
- Quartetto d'archi in do minore (1897) (una tra le prime composizioni)
- Quartetto d'archi no. 1 in sol minore (1908)
- Quartetto per archi n. 2 in la minore ("per Jean, in occasione del suo compleanno" 1942–44)
- Phantasy Quintet per 2 violini, 2 viole e violoncello (1912)
- Quintetto con pianoforte in do minore per violino, viola, violoncello, contrabbasso e pianoforte (1903)
- Sonata in la minore per violino e pianoforte (1952)
- Romanza per viola e pianoforte (anno di composizione non conosciuto)
- Six Studies in English Folk Song, per violoncello e pianoforte (1926)
- Romanza per armonica con archi e pianoforte (1952)

### Lavori per organo
- Three Preludes on Welsh Hymn Tunes (in italiano: Tre preludi su temi gallesi, ovvero Bryn Calfaria, Rhosymedre, Hyfrydol) (1920)
- Preludio e fuga in do minore (1921)
- A Wedding Tune for Ann (1943)
- The Old One Hundredth Psalm Tune, armonizzazione e arrangiamento per l'incoronazione di Elisabetta II d'Inghilterra (1953)
- Two Organ Preludes (The White Rock, St. David's Day) (1956)

### Film, radio, e colonne sonore per la TV
- Gli invasori - 49º parallelo (49th Parallel), 1940, il suo primo lavoro per il grande schermo.
- Coastal Command, 1942
- Adattamento di The Pilgrim's Progress per la BBC, 1942
- The People's Land, 1943
- The Story of a Flemish Farm, 1943
- Stricken Peninsula, 1945
- The Loves of Joanna Godden, 1946
- La tragedia del capitano Scott, 1948, in parte reimpiegata nella Sinfonia antartica (sinfonia no. 7)
- The England of Elizabeth
- Bitter Springs, 1950

### Banda di fiati
- Rhosymedre (basato su un tune popolare gallese per organo) per banda da concerto (1920)
- English Folk Song Suite per banda militare (1923)
- Sea Songs (1923)
- Toccata Marziale per banda militare (1924)
- Overture: Henry V per brassband (1933/34)
- Flourish for Wind Band (1939)
- Prelude on Three Welsh Hymn Tunes arrangiato per brassband nel 1955 dall'omonimo brano per organo, e pubblicato da Salvationist Publishing and Supplies
- Variations per brass band (1957)

## Registrazioni
La musica di Vaughan Williams viene frequentemente eseguita e registrata.
Le prime incisioni di singole sinfonie, da parte di Henry Wood (Londra), John Barbirolli (per la quinta), Adrian Boult e Leopold Stokowski (entrambi per la sesta), e Vaughan Williams stesso (che diresse la quarta), sono state seguite da numerosi cicli completi.
L'interpretazione di Stokowski della quarta sinfonia, trasmessa nel 1943 dalla NBC, è stata pubblicata anche su CD. Lo stesso vale per l'ottava, da lui diretta ai Proms del 1964 con la BBC Symphony Orchestra. Sir Eugene Goossens registrò la versione del 1920 di A London Symphony con l'Orchestra Sinfonica di Cincinnati per la RCA Victor nel 1941. Questa è l'unica incisione esistente di quella prima edizione della sinfonia.
La Decca, nei primi anni cinquanta pubblicò le sinfonie dalla prima all'ottava, dirette da Boult, che poi si occupò dell'esecuzione della nona per la Everest label (1958); Boult le ri-registrò tutte e nove per la EMI (tra il 1967 e il 1972).
Seguirono altri cicli completi, diretti da André Previn, Bernard Haitink, Bryden Thomson, Vernon Handley, Leonard Slatkin e Richard Hickox.
Anche direttori non inglesi hanno registrato singole sinfonie di Vaughan Williams: sia Dimitri Mitropoulos che Leonard Bernstein registrarono la quarta sinfonia con la New York Philharmonic (la stessa orchestra con la quale Stokowski incise, per la prima volta in assoluto nel 1949, la sesta).
Il lavoro in questione venne registrato anche dalla Utah Symphony nel 1966, sotto la bacchetta di Maurice Abravanel. La quarta e la sesta vennero inoltre dirette e registrate da Paavo Berglund.
In commerciò è disponibile il CD con la prima assoluta portoghese della nona sinfonia, con Pedro de Freitas Branco sul podio (per l'Orchestra Sinfonica Nazionale del Portogallo).
Lo stesso vale per la prima americana della nona, diretta da Stokowski alla Carnegie Hall (1958), e dedicata alla memoria del compositore. Venne pubblicata su CD dalla Cala Records.
Una prima edizione della quinta sinfonia, diretta da Vaughan Williams stesso nel 1952, è stata edita nel Regno Unito dalla Somm Recordings.
David Willcocks si è invece occupato della valorizzazione di buona parte della produzione corale (per la EMI negli anni sessanta e settanta).
Seguono alcune performance (pluripremiate) dei quartetti d'archi per la Naxos Records, etichetta che insieme alla Hyperion e la Chandos ha contribuito a diffondere e far conoscere molto materiale inedito e trascurato (tra cui i lavori per brass band e le opere liriche, poco eseguite).
La EMI Classics ha pubblicato un cofanetto da 30 CD (più di 34 ore di durata), con quasi tutti i lavori di Vaughan Williams, dedicando spazio anche alle versioni alternative.